# Chen Lifu
Chen Lifu (en chino tradicional, 陈祖燕; en chino simplificado, 陈立夫; pinyin, Chén ZŭYàn; Zhejiang; 21 de agosto de 1900-Taichung. 8 de febrero de 2001) fue político de la República de China. Se desempeñó como secretario clave de Chiang Kai-shek, secretario general del Kuomintang, ministro de educación, vicepresidente del Yuan Legislativo y otros cargos importantes. En particular, como ministro de educación con experiencia en los Estados Unidos, hizo contribuciones sobresalientes al desarrollo de la educación china durante la guerra. Además, Chen Lifu estableció la principal agencia de inteligencia del Kuomintang chino. Había cambiado su nombre a Li Rongqing y Yu Junming.
Después de que el gobierno nacionalista se retiró a Taiwán, se mudó a los Estados Unidos para estudiar la cultura china con gran concentración y promover el desarrollo y el reconocimiento internacional de la medicina china. En 1969, Chen Lifu se estableció en Taiwán. En sus últimos años, trató de promover los intercambios a través del estrecho, y presentar la "teoría unificada de la cultura china" lo hizo ocupar una posición bastante especial en las relaciones a través del estrecho. Su propuesta fue positivamente respondida por ambos lados del estrecho. Por lo tanto, fue elegido presidente honorario de los "estrechos para promover la unificación pacífica a través del estrecho de Taiwan". Fallecería el 8 de febrero de 2001, en Taichung, a la edad de 101 años.

## Biografía

### Primeros años
En 1917 ingresó en la Universidad de Ciencia y Tecnología de Tianjin en la Universidad de Beiyang con el quinto puesto en Shanghái. Después de la graduación, se fue a estudiar a Estados Unidos. En 1924, obtuvo una maestría en geología y minerales de la Universidad de Pittsburgh, y regresó a China después de ocho meses de pasantía como minero en Schlander. Más tarde, Chen Lifu dijo en sus memorias que originalmente estaba preparado para trabajar como ingeniero de minas en los Estados Unidos y renunciar a Chiang Kai-shek. El hermano mayor, Chen Guofu, transfirió dos telegramas de Chiang. Chiang expresó la esperanza de que Chen Lifu pueda ayudarse a sí mismo en Cantón. Chen Lifu no era político, pero fue a Cantóndebido a la persuasión de Chen Guofu y la relación de su tío con Chiang. Pensé que solo estaba ayudando por un tiempo e inmediatamente volví a la minería. Sin embargo, en la víspera de la Expedición del Norte, cuando Chiang Kai-shek pudo reclutar talentos de Chen Lifu, Chen ingresó en la arena política y no se convirtió en ingeniero y abandonó su administración.

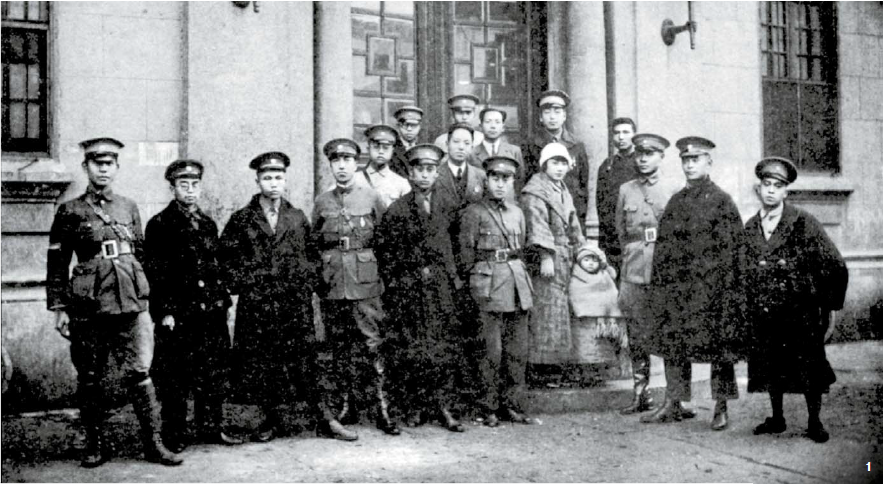
Chiang Kai-shek y su secretario confidencial Chen Lifu (a la izquierda 6 a la izquierda)

Chen Lifu se convirtió en el secretario confidencial de Chiang Kai-shek a la edad de 27 años y era profundamente confiable. A la edad de 29 años, fue el Secretario General del Departamento del Partido Central, es el secretario más joven del Comité Central del Partido en la historia del Kuomintang y es responsable del personal y del trabajo organizacional. En 1931, Chen Lifu, de 31 años, se desempeñaba como Ministro del Departamento Central de Organización del Kuomintang, y el Departamento Central de Organización era la agencia de seguridad del partido del KMT. En el Kuomintang, las facciones de Chen Guofu y Chen Lifu son conocidas como el Departamento de CC. Aunque el sistema CC se conoce como el sistema privado de los hermanos Chen, en realidad se está refiriendo al Club Central donde la Gente Central se reunió en ese momento. Cuando los hermanos Chen estaba a cargo de la organización de asuntos del partido del Kuomintang, Chen Lifu sabía el templado del Sr. Chiang, y a menudo veía a los sordos de Chiang Kai-shek trabajando. Por lo tanto, antes de tomar esta posición, le dijo al Sr. Chiang:"Si el director me grita, renuncié a mi trabajo al día siguiente". En sus 25 años de servicio a Chiang Kai-shek, Chiang realmente no lo superó. Entre las cuatro familias principales (Las cuatro familias principales, son las cuatro familias que controlaban el gobierno nacionalista de Nankín, los cuatro principales bancos de la República de China, la República Central de China y el Ejército Nacional Revolucionario, a saber, la familia Chiang Kai-shek, la familia Charlie Soong, la familia H. H. Kung y la familia Chen Qimei. Había un dicho de "líder de la familia Jiang, luchadores de la familia Chen, hermanas-Soong Ai-ling, Soong May-ling y Soong Ching-ling- de la familia Soong y dineros de la familia Kung") de la República de China, solo la familia Chen no tenía relaciones de suegros con las dinastías Chiang, Soong y Kung.

### Contribución de la medicina china
Chen Lifu también jugó un papel importante en el mantenimiento y la transformación de la medicina china. En la década de 1920, las enfermedades infecciosas como la peste y la malaria proliferaban en China, y la medicina china fue reprimida por las medicinas occidentales, fueron prohibidos de los funcionarios dirigidos por Wang Jingwei. Chen Lifu y su hermano mayor Chen Guofu dieron un paso adelante para unir fuerzas con eruditos como Hu Hanmin en 1930 para organizar la "Conferencia de preparación para el Museo Médico Nacional" y "reorganizar la investigación académica de la medicina tradicional china de una manera científica", Chen Lifu fue ascendido a presidente del consejo. En el momento del Festival Médico Nacional, la medicina china ya había sido derogada, se puede decir que la medicina china fue salvada por los dos Chens.

### Ministro de Educación durante la segunda guerra sino-japonesa
En 1938 Chen Lifu fue nombrado Ministro de Educación a la edad de 38, fue el momento más difícil de la guerra. Chen Lifu insistió en que la educación era un plan centenario. En ese momento, gritó el lema "Cuando el tiempo de guerra es como el tiempo de paz". Después del primer trabajo del ministro Chen, acogió la migración interna de la universidad. Las de mayor alcance fueron la Universidad de Pekín, la Universidad de Tsinghua y la Universidad de Nankai, que pasaron a llamarse Universidad Asociada del Sudoeste y más tarde la Universidad Asociada del Sudoeste creó un milagro en la historia de la educación china. Durante el período ministerial, Chen Lifu implementó otra política de "crédito". El estado pidió dinero prestado para estudiar y estableció un "préstamo de crédito", que es el préstamo estudiantil actual para ayudar a los estudiantes a estudiar y estudiar en el extranjero, y crea muchos eruditos modernos que han logrado logros en el país, los ganadores del Premio Nobel Chen Ning Yang y Tsung-Dao Lee se encuentran entre los beneficiarios. Además, el sistema de inscripción nacional unificado de la universidad, la educación en todos los niveles en todo el país, los sistemas de educación y capacitación de docentes, las pensiones de los docentes y el día del Maestro, los todos se crearon cuando Chen era Ministro de Educación.
En los días del incendio, Chen Lifu también hizo algo que parecía no tener prisa en ese momento pero que tuvo un gran impacto. Para recompensar a los jóvenes extranjeros por estudiar el idioma, la historia y la cultura chinas, y para aumentar la comprensión de China, en 1944, China estableció 50 plazas para becas en la Universidad de Oxford, la Universidad de Londres de Reino Unido, la Universidad de Harvard, la Universidad de Yale, la Universidad de Chicago, la Universidad de Colombia de Estados Unidos y la Universidad de Calcuta de India, etc, un total de 10 universidades, se otorgan $ 1,500 por cada plaza por cada año. Luego se expandió a muchas universidades famosas como la Universidad de Cambridge y la Universidad de Stanford. Este proyecto de beca continuó en la víspera de la derrota del KMT en 1948. Entre los estudiantes que han disfrutado de esta beca ha habido muchos sinólogos, incluidos el Prof. Richard L. Wallker, profesor de la Universidad de Yale, y Prof.W.T.Debary, exvicepresidente de la Universidad de Columbia. Etc.
En 1947 Chen Lifu se convirtió en el personaje principal de la revista Time. El 7 de abril, Chen Lifu se desempeñó el secretario del Comité Político Central.

### Después de 1948
En 1948 se le ordenó servir en Thomas E. Dewey en los Estados Unidos, como resultado, Dewey fue derrotado. Actuando como el director de la Escuela Política Central, más tarde se desempeñó como diputado de la APN, vicedecano del Yuan Legislativo, consejero político del Yuan Ejecutivo y una oficina sénior del gobierno presidencial. Se decía que había servido en todos los cargos importantes del partido y el gobierno.
El 1 de marzo de 1949, Chen Lifu emitió una declaración en Taichung que más tarde escribiría una filosofía ética. Después de que la república de China se mudó a Taiwán, Chiang Kai-shek intentaba rectificar las fuerzas en Taiwán y fue obligado por Chen Cheng a controlar el ejército. Chiang Kai-shek se enfrentó a presiones sin precedentes del partido. Chen Lifu abandonó voluntariamente la política para consolidar el régimen de Chiang Kai-shek, en agosto de 1950, Chen Lifu participó en una reunión de reorganización moral y se llevó a la familia de Taiwán para irse al extranjero. Se instaló en un pequeño pueblo de Nueva Jersey y comenzó a vivir lejos de la política. Trabajó para pollos de granja, huevos en conserva y albóndigas.
En 1961, a Chen Lifu se le permitió volver a visitar a su padre gravemente enfermo por primera vez. Como Chen Lifu era tan popular que, cuando regresó a Taiwán, la gente que recibirle llenó en el aeropuerto. Para evitar las sospechas de Chen Cheng, Chen Lifu regresó a los Estados Unidos sin irse por un largo tiempo. En la época de Chen quedaban en los Estados Unidos, fue invitado por Chiang Kai-shek varias veces, incluidos el representante de la ONU, el embajador japonés, el presidente del Instituto de Exámenes, el embajador español, el embajador griego y el embajador itinerante, pero Chen Lifu no lo aceptó.
En los dieciocho años de los Estados Unidos, Chen Lifu lo pasó mal. Para ganarse la vida, vendió huevos en conserva, salsa de chile y albóndigas, tiene una reputación en Chinatown. Se rumoreaba que Chiang Kai-shek le pidió a Chen que abandonara Taiwán porque culpó a Chen Lifu. Sin embargo, en las cartas dejadas por Chiang Kai-shek, Chiang Ching-kuo y Chen Li-fu solían encontrar correspondencia en ese momento. La carta menciona a menudo la preocupación de Chiang Kai-shek y Chiang Ching-kuo por la vida de Chen Lifu en los Estados Unidos. Chiang Kai-shek supo por otros que la vida en US de Chen era muy difícil, el envío de dinero de Yu Kwok-wah a Chen lo ayudó a superar varias dificultades en su vida. Entre ellos, Chiang Kai-shek había pedido reiteradamente a Chiang Ching-kuo que Chen Lifu regresara a Taiwán, pero todos fueron rechazados. No fue hasta la muerte de Chen Cheng que Chiang Kai-shek reclutó a Chen Lifu de regreso a Taiwán para que aceptara su regreso a Taiwán.

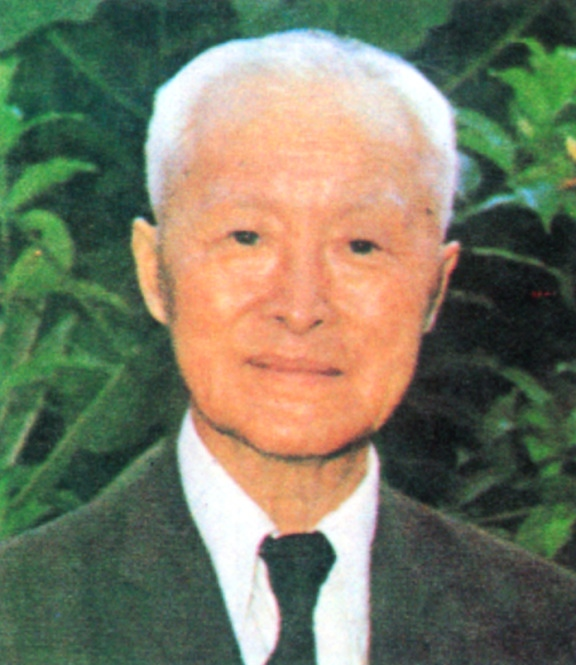
Chen Lifu en sus últimos años

### Vida tardía
Después de volver a Taiwán en sus últimos años, Chen Lifu negó en repetidas ocasiones los deberes políticos de Chiang Kai-shek y finalmente aceptó solo el asesor del gobierno presidencial de Chiang Kai-shek. Sin embargo, siempre ayudó al Movimiento Renacimiento Cultural por su identidad del asesor de gobierno presidencial. En su carrera, Chen siempre defendió la cultura china, se desempeñó como presidente de la Universidad de Médico Chino de la ciudad de Taichung bajo el mandato de Chiang Kai-shek. Sus contribuciones a la preservación y contribución de la medicina tradicional china son especialmente importantes.
A los 90 años fundó la Lifu Medical Research Culture and Education Foundation con su recaudación de fondos de escritura de caligrafía de por vida, para fomentar la investigación y promoción de la medicina y cultura china en el hogar y en el extranjero, la medicina china ha sido fuertemente promovida por la medicina tradicional china cuando no fue creída y suprimida, por lo que tiene el título de "guardaespaldas de medicina china" y tiene una gran influencia en la cultura china y el confucianismo. Aunque tomó la iniciativa de retirarse de la arena política después de regresar a China, todavía es muy respetado por políticos, eruditos y practicantes de medicina china en ambos lados del estrecho porque es un veterano del Kuomintang y ha contribuido mucho a la cultura china. Escribió treinta libros, compiló setenta y tradujo quince durante su vida, muchos de sus pensamientos se reflejaron en sus obras.
Chen Lifu murió en la unidad de cuidados intensivos del hospital alrededor de las 8:00 p. m. el 8 de febrero de 2001 y pasó un siglo de vida a la edad de 101 años.

## Currículum
| Fecha                 | Eventos |
| --------------------- | --- |
| 1922                  | Se graduó de la Universidad de Beiyang (ahora la Universidad de Tianjin) en el departamento de minería |
| 1925                  | Recibió una Maestría en Minería de la Universidad de Pittsburgh |
| 09/1925               | Regresó a China, y se desempeñó como secretario confidencial del presidente de Academia Militar de la República de China y asistió a Chiang Kai-shek. |
| 27/04/1928-30/06/1928 | Sirvió en el miembro del Consejo del campo de batalla(Gobierno de KMT). |
| 1928                  | Sirvió en el director del departamento de investigación del Departamento de Organización Central del Kuomintang. |
| 1929                  | Sirvió en el secretario general del Departamento del Partido Central del Kuomintang y solo tenía 29 años, fue el Secretario General más joven en la historia del Kuomintang. |
| 1931                  | Sirvió en Ministro del Departamento de Organización Central del Kuomintang. |
| 07/1932               | Junto con élites como Li LinZhuang y Zhu JiaXuan, establecieron la primera organización educativa en China, la China Educational Film Association. |
| 1934                  | Sirvió en presidente de la Comisión de Tierras del Gobierno Nacionalista. |
| 1938-1944             | Se desempeñó como Ministro de Educación. |
| 1939                  | Se desempeñó como miembro del Comité del Partido de campo (Gobierno de KMT). |
| 18/06/1948-22/12/1948 | Se desempeñó como vicepresidente del Yuan Legislativo (Gobierno de KMT). |
| 1949                  | Fue a Taiwán. |
| 1951                  | Se instaló en los Estados Unidos. |
| 1961                  | Debido a que su padre Chen Yiye estaba gravemente enfermo, se le permitió regresar a Taiwán por primera vez. |
| 1966                  | Regresó otra vez a Taiwán para celebrar el 80 aniversario de Chiang Kai-shek. |
| 1969                  | Regresó a Taiwán y se estableció. Se desempeñó como presidente, presidente del Consejo Central de Ministros, vicepresidente del Comité del Movimiento Renacentista de Cultura China, presidente de la Universidad Médica de China y presidente del Instituto Confucio y Mencio. |
| 1970-1991             | Sirvió como vicepresidente del Comité de Promoción del Movimiento de Renacimiento de la Cultura China |
| 1972-08/02/2001       | Sirvió en el presidente de la Universidad Farmacéutica de China |
| 10/2000               | Fue hospitalizada con neumonía y se complicó con un infarto de miocardio. |
| 08/02/2001            | Murió de enfermedad en el Hospital Afiliado Chino de la ciudad de Taichung a la edad de 101 años. |

## Familia
Chen Lifu y Sun Luqing se casaron, y tuvieron tres hijos y una hija. Sun Luqing es discípulo del maestro de pintura chino Liu Haisu. Comprometido con 13 años, hasta que Chen Lifu, de 23 años, se conoció por primera vez antes de abandonar el país. Aunque es un matrimonio pasado de moda, ella tiene una muy buena relación y ha vivido juntos durante 65 años.
Chen Zean se graduó en el Departamento de Agronomía de la Universidad de Jinling. Se graduó de la Universidad de Wisconsin con una maestría en los Estados Unidos y recibió un doctorado de la Universidad de New Hampshire. Es un fitopatólogo y ahora vive en los Estados Unidos.
Chen Zening se graduó de la Universidad Nacional de Taiwán y luego recibió un doctorado en ingeniería mecánica del Instituto de Tecnología de la Universidad de Massachusetts. Actualmente vive en los Estados Unidos.
Chen Zerong, que fue a la música estética a la edad de 16 años y recibió una Licenciatura en Bellas Artes de la Corte Georgiana en los Estados Unidos, ahora vive en los Estados Unidos.
Chen Zechong tiene una licenciatura en ingeniería aeroespacial de la Universidad de Purdue y una maestría en MBA y diseño industrial de la Universidad de Purdue. Asumió el cargo de presidente de la Fundación de educación y cultura de investigación médica Lifu y fue el único de los hijos de Chen Lifu que no fue a los Estados Unidos. En agosto de 2005 se fue al turismo de Beijing, debido a una molestia en frío al hospital Amistad entre China y Japón Pekín, pero se recomienda que la resección del tumor de hígado, hemorragia masiva intraoperatoria, empeoramiento de la condición después de la cirugía, Beijing Hospital de la Amistad entre China y Japón, pero ningún tratamiento activo, van a la Policía Armada general El hospital aún murió después del cambio de emergencia del hígado, a la edad de 64 años.
El hijo mayor de Chen Zechong, Chen Shaocheng, es un famoso F4 de moda en Taiwán. Hereda el legado de Chen Lifu y promueve la cultura china y el confucianismo.

## Otras anécdotas

### Enfrentado conZhou Enlai
Zhou Enlai dijo una vez: Entre los enemigos, Chen Lifu merece atención. En octubre de 1945, el Kuomintang y el Partido Comunista de China tuvieron una reunión de consulta política. Zhou Enlai y Chen Lifu finalmente tuvieron la oportunidad de verse cara a cara. Los dos hablaron con los labios y la lengua y llevaron a cabo un feroz debate sobre sus ideales y doctrinas. Representantes de las dos partes del KMT y del PCCh en Chongqing después de muchos días de negociaciones, finalmente firmaron el "Acta del Gobierno y los representantes de los comunistas chinos", también se llama, "Acuerdo del doble diez". El Kuomintang se vio obligado a aceptar la política de paz del Partido Comunista Chino y la fundación del país, reconocer la politización de la democracia, la nacionalización de las fuerzas armadas y la legitimidad equitativa de los partidos, acordar celebrar reuniones de consulta política y garantizar ciertos derechos democráticos del pueblo.

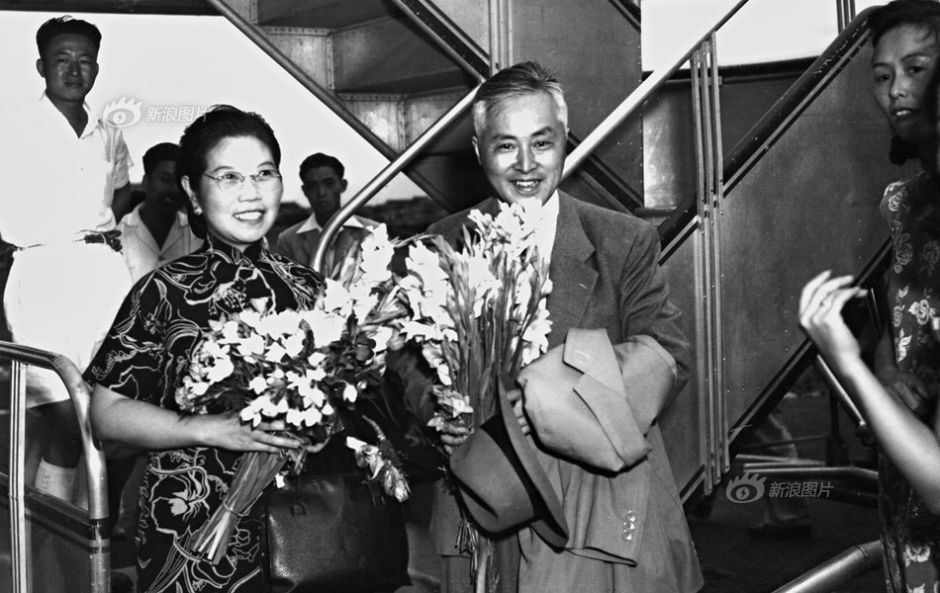
Chen Lifu y su esposa Sun LuQing

### Ciudad de la salud
Chen Lifu ha pasado por altibajos a lo largo de su vida, pero goza de bienestar físico y disfruta de la longevidad a la edad de 101 años. De hecho, hay algunas formas de salud.
En la noche del 27 de agosto de 1990, la familia Chen celebró un gran banquete en Nueva York, de los Estados Unidos, para celebrar el 90 cumpleaños de Chen Lifu y su esposa, Sun Luqing. Para agradecer a la familia, amigos, exalumnos y estudiantes del Kuomintang, que habían venido a desearle su cumpleaños, Chen Lifu dio su discurso al presentarlo a su salud.
Chen Lifu dijo que su forma de longevidad se divide en cuatro "viejos", un total de 32 palabras chinas: "Viejo Fitness: 养身在动，养心在静 Corazón es tranquilo y el cuerpo es moviendo; Vieja esposa: 爱其所同，敬其所异 Amar a los mismos, respetar sus diferencias; Viejos amigos: 以诚相见，以礼相待 Mírense honestamente y trátense unos a otros con cortesía; Vieja propiedad: 取之有道，用之有度 Gánalo con manera adecuada y úsalo de manera templada."

## Evaluación del personaje
Durante el período de la Guerra de Resistencia contra Japón, Chen Lifu se desempeñó como Ministro de Educación y estableció un sistema de crédito para financiar estudiantes de áreas económicas que no tenían recursos económicos. Los eruditos conocidos posteriores como Li Zhengdao y Yang Zhenning completaron con éxito la Universidad Asociada del Suroeste y se beneficiaron del sistema de préstamos. Este sistema ha jugado un papel importante en el cultivo de una gran cantidad de destacados talentos de alto nivel en China. Para esta experiencia, Chen Li-fu muy orgullosos, dijo de sus méritos: "Mi devoción por el Estado parte desde hace décadas, el trabajo en el partido, más participación, éxitos y fracasos, para ser justos, sólo que esta etapa bélica de la administración educativa trabajo, aunque no necesariamente alcanzar el ideal, finalmente, para el país, lo humilde. siempre sentí que la educación tiene un centenar de años de trabajo cultural, pero el trabajo positivo más significativo, y la educación y la cultura está configurado, pero la 'larga distancia más gratificante 'Inversión'."
Hay comentarios de que: "Chen Li-fu muchos escritos nos dejaron lo más valioso, tal vez su dura crítica de la civilización occidental negativo vivió durante 20 años en la primera potencia en el capitalismo occidental alrededor de los Estados Unidos, que se puede describir como el país sabe demasiado, pensó el llamado modelo americano no puede convertirse en el modelo para el mundo. estaba afectada para gobernar el mundo del capital y de los hombres de negocios. en la búsqueda del máximo beneficio impulsado, de capital y de negocios de la gente nunca tendrá en cuenta la capacidad de nuestro pequeño planeta , desarrollo ilimitado, el desarrollo y el desarrollo, serán llevados ante el abismo del desastre humano. Chen Li-fu llamado para la supervivencia de la humanidad en busca de la sabiduría de la cultura tradicional china, volver a la naturaleza y el hombre, el hombre y la naturaleza conviven en armonía. " Este pensamiento filosófico de "El cielo y el hombre es uno" no solo está incorporado en el pensamiento académico de Chen Lifu, sino también en su actitud hacia la vida y la salud saludable, también hay una luz de sabiduría que respeta la naturaleza y se adapta al destino.